# Marianne von der Leyen

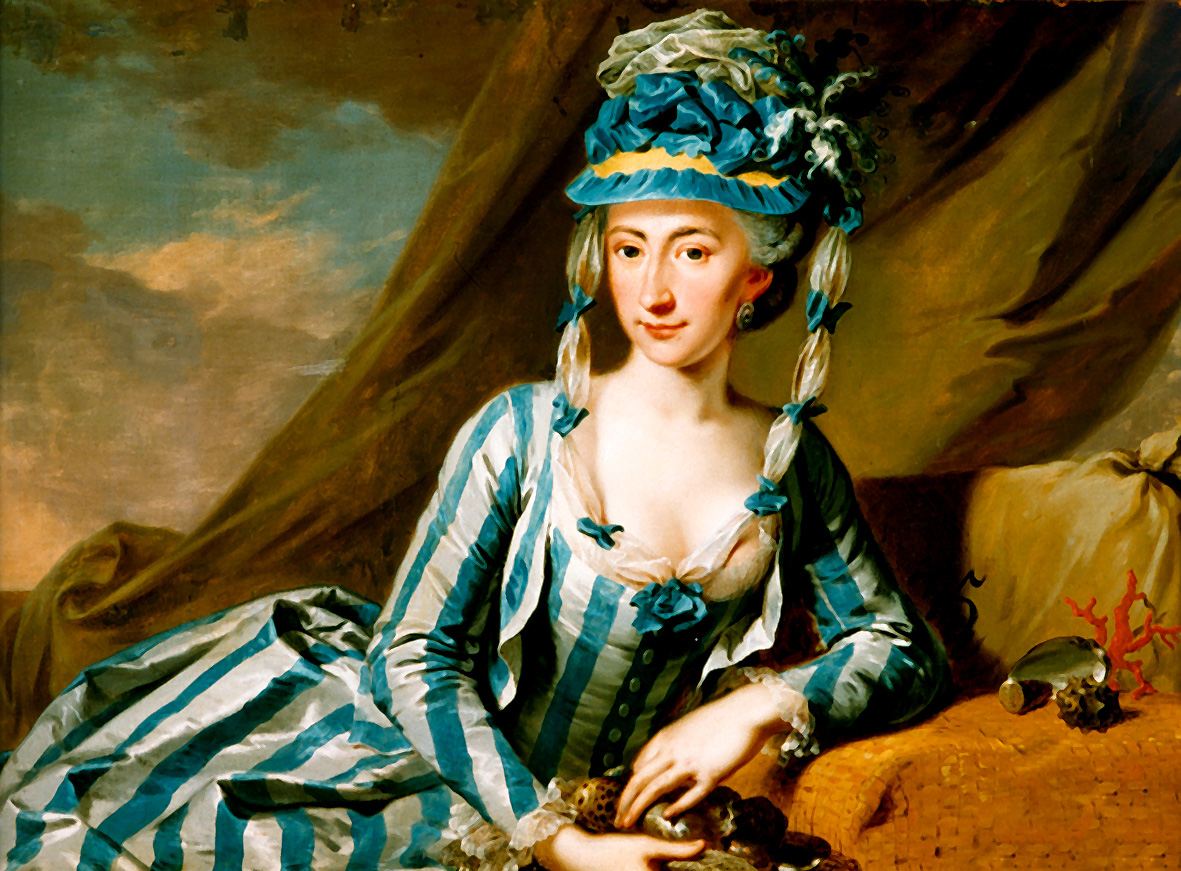
Marianne von der Leyen mit Conchilien-Sammlung, Gemälde um 1770

Marianne von der Leyen (* 31. März 1745 in Mainz als Maria Anna Helene Josephina Freiin von Dalberg; † 10. Juli 1804 in Frankfurt am Main) war eine deutsche Reichsgräfin und von 1775 bis 1793 für ihren Sohn Philipp von der Leyen die Regentin von Hohengeroldseck.

## Herkunft
Marianne von der Leyen war die Tochter des kurmainzischen Geheimrats Franz Heinrich von Dalberg und der Gräfin Maria Sophia von Eltz-Kempenich. Somit war Marianne die Schwester des letzten Mainzer Kurfürsten und Erzbischofs Karl Theodor von Dalberg, des Mannheimer Theaterintendanten Wolfgang Heribert von Dalberg und des Domherren und Musikwissenschaftlers Johann Friedrich Hugo von Dalberg.

## Familie
Am 13. September 1765 heiratete sie Franz Karl von der Leyen (* 26. August 1736; † 26. September 1775). Sie sollen sich anlässlich der Krönung von Kaiser Joseph II. in Frankfurt 1765 kennen gelernt haben. Aus der Ehe gingen hervor:
- Philipp (* 1766 in Koblenz)
- Charlotte Maria Anna (* 1768 in Koblenz)
- Maria Sophia Antonetta (* 1769 in Koblenz)

Die Familie lebte zunächst in Koblenz im dortigen Von der Leyenschen Hof. 1773 verlegte sie ihren Hof auf das Schloss Blieskastel. Motiv dafür war zum einen der merkantilistische Ansatz, dass der wirtschaftliche Mehrwert der Hofhaltung im eigenen Land verbleiben solle. Außerdem soll es am kurtrierischen Hof in Koblenz zu einem Präzedenz-Streit zwischen Marianne und einer Gräfin Metternich gekommen sein. Im Stil des aufgeklärten Absolutismus zielte Graf Franz Karl darauf ab, seine Grafschaft wirtschaftlich und sozial voranzubringen. Er starb allerdings schon 1775 an einer Blutvergiftung.

## Regentschaft

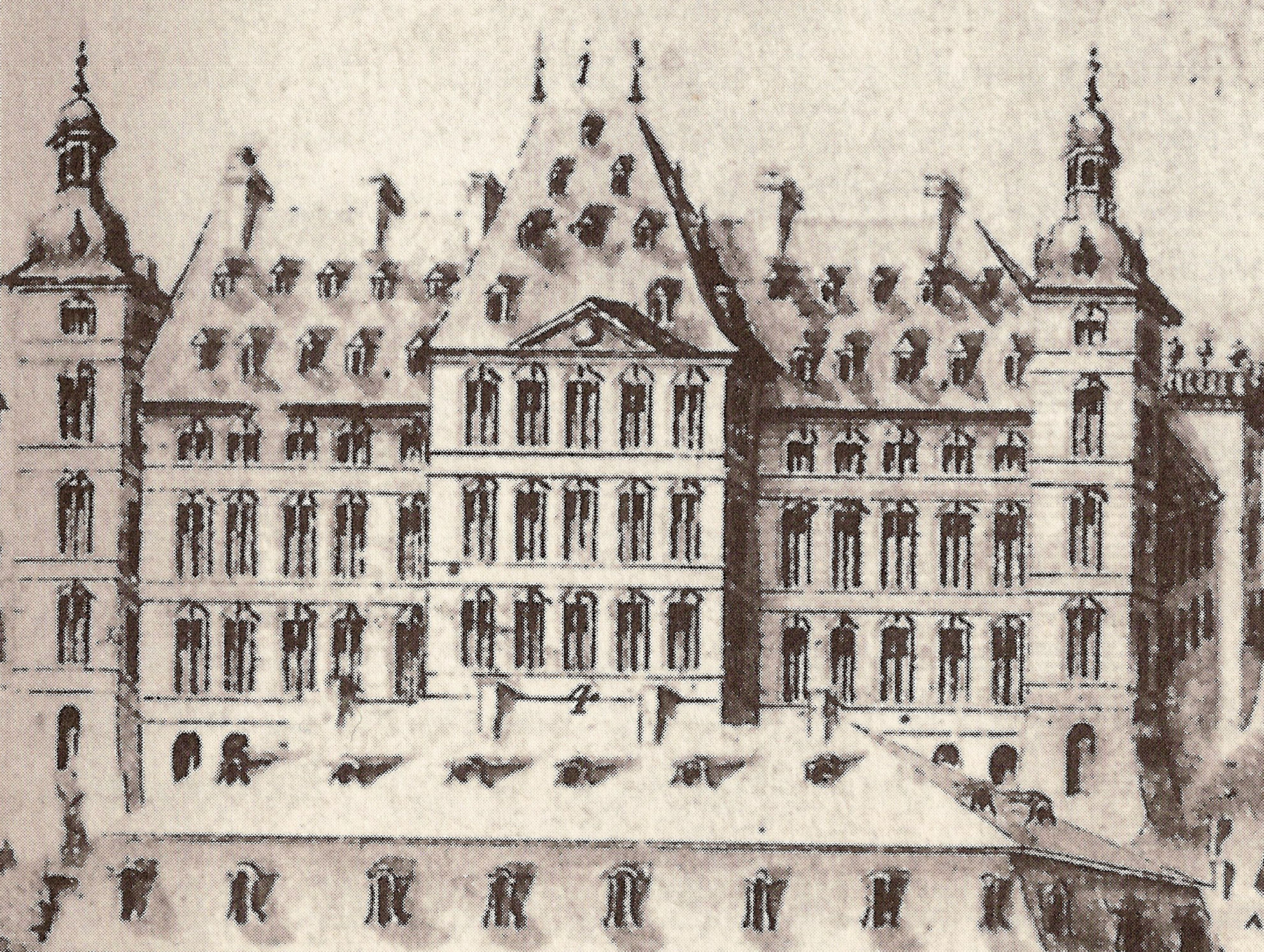
Schloss Blieskastel

Da der Erbgraf, Philipp, beim Tod des Vaters erst neun Jahre alt war, übernahm seine Mutter, Marianne, die Regentschaft. Da Volljährigkeit damals erst mit 25 Jahren eintrat und der Erbe auch anschließend kein großes Interesse an den Regierungsgeschäften zeigte, regierte seine Mutter bis 1793, als die französische Revolutionsarmee den linksrheinischen Teil des Besitzes faktisch enteignete.
Marianne setzte die Politik ihres Mannes fort und bemühte sich um die wirtschaftliche Entwicklung des Landes. 1786 hob sie die Leibeigenschaft auf. Kurzzeitig bestand eine Manufaktur für Steingut. Sie kümmerte sich um soziale und kulturelle Einrichtungen und führte 1775 die Schulpflicht für die Elementarschule ein. Eine Wittiben und Waisenkasse wurde eingerichtet und eine Druckerei, in der das Blieskasteller Wochenblatt erschien. Dabei definierte aber immer die Regentin, was das allgemeine Landesinteresse sei und was gut für die Untertanen. Diese sahen das aber oft anders und empfanden obrigkeitliche Eingriffe der Regentin zur Herstellung einer besseren Ordnung als Verletzung ihrer althergebrachten Rechte. Höhepunkt dieser Auseinandersetzungen war der St. Ingberter Waldstreit. Im Jahr 1789 eskalierten der, nachdem auch die letzte Instanz, das Reichskammergericht, der Regentin Recht gegeben hatte. Die Gemeinde St. Ingbert, ermutigt durch die zwischenzeitlich im nahen Frankreich ausgebrochene Französische Revolution suchte Unterstützung bei anderen Gemeinden. Am 17. September 1789 versammelten sich 19 der insgesamt 38 Gemeinden des Oberamts Blieskastel zu einer Landschaftsversammlung in Ommersheim, bei der 25 Klagepunkte formuliert und der Regentin am 19. September überreicht wurden. Die Regentin erwirkte nun eine Reichsexekution gegen die revoltierenden Gemeinden. Diese wurde von kurpfälzischen und kurmainzer Truppen vollzogen, 326 Mann mit zwei Geschützen, die am 6. Dezember 1789 die aufmüpfigen Ortschaften besetzten. Den Gemeinden wurden die Exekutionskosten auferlegt und sie mussten eine Unterwerfungserklärung unterzeichnen. Hinsichtlich der Beschwerdepunkte verzichtete Marianne von der Leyen lediglich „aus unverdienter Gnade und Nachsicht, bis auf andere Verordnung“ auf die wegen Aufhebung der Leibeigenschaft von den Betroffenen zu leistenden Zahlungen, einige weitere Beschwerden wollte sie prüfen, die meisten qualifizierte sie als „dreist, ahndungswürdig, übel“ und beurteilte diesen Versuch der Untertanen, auf ihre Regierungspolitik einzuwirken, als „Irrwahn“.

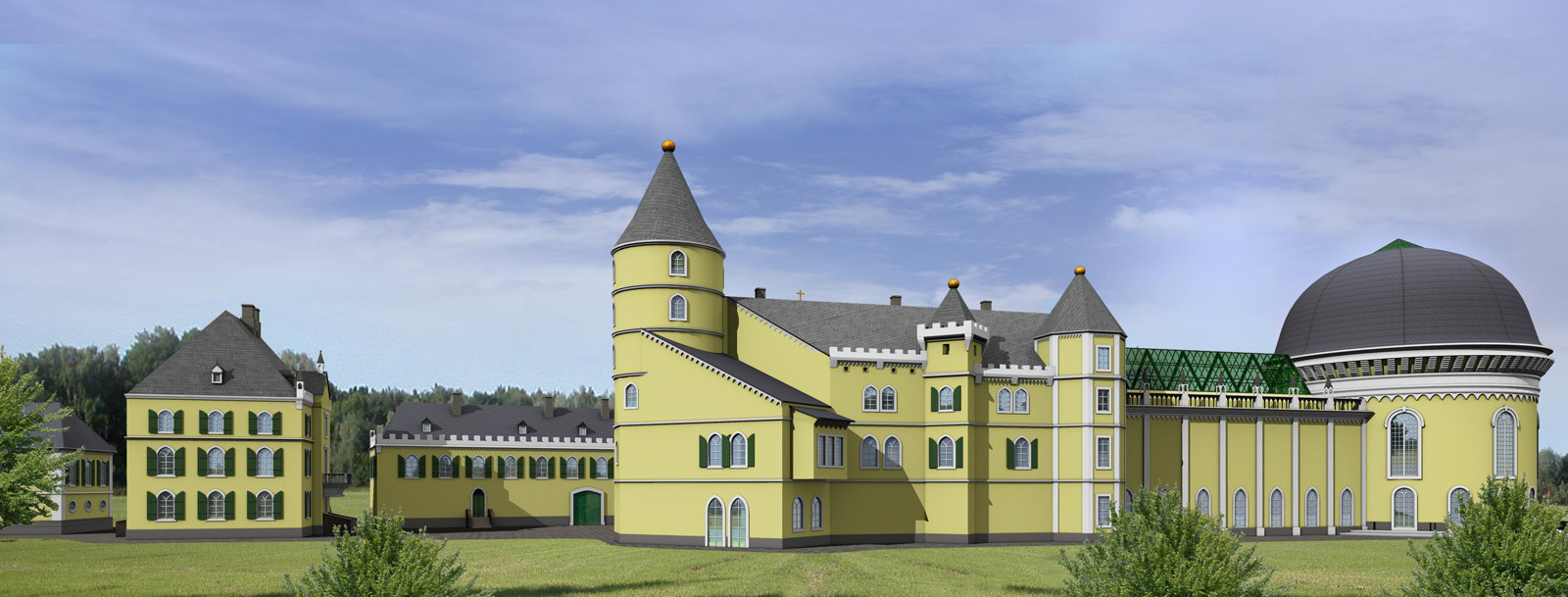
Philippsburg, Niederwürzbach (Rekonstruktion)

Marianne ließ eine Reihe von Bauten errichten: Die Schlosskirche in Blieskastel, diverse Schlösser und Landhäuser in Niederwürzbach und ein als Altersruhesitz gedachtes Schloss in Rilchingen. Die Philippsburg in Niederwürzbach war ein sehr frühes Beispiel für Neugotik. Dies alles führte zu einer extrem angespannten Finanzlage der Grafschaft.
Zum Kreis um Marianne zählten der Schriftsteller Johann Heinrich Jung-Stilling sowie der Maler und Architekt Johann Christian von Mannlich. Friedrich Ludwig Sckell arbeitete für sie.

## Exil und Tod
Als die Französischen Revolutionstruppen Blieskastel besetzten, blieb Marianne von der Leyen zunächst im dortigen Schloss, hatte sich aber auf eine Flucht dadurch vorbereitet, dass sie nicht mehr ihr Schlafzimmer nutzte, sondern eine andere Kammer im Schloss und dort auch ein Kleid versteckt hatte, wie es Mägde trugen. Damit gelang es ihr am 15. Mai 1793 durch ein Fenster zu fliehen, nachdem der französische Kommissar ihr bereits eröffnet hatte, dass er sie nach Paris bringen solle. Vergessen hatte sie allerdings, Bargeld mitzunehmen. Nach einer zehntägigen Odyssee durch die Dörfer ihrer Herrschaft und der Hilfe zahlreicher Untertanen gelang es ihr die französischen Linien zu queren und sich bei preußischem Militär in Sicherheit zu bringen.
Diese abenteuerliche Flucht hielt sie in einem in Französisch selbst geschriebenen Bericht fest.

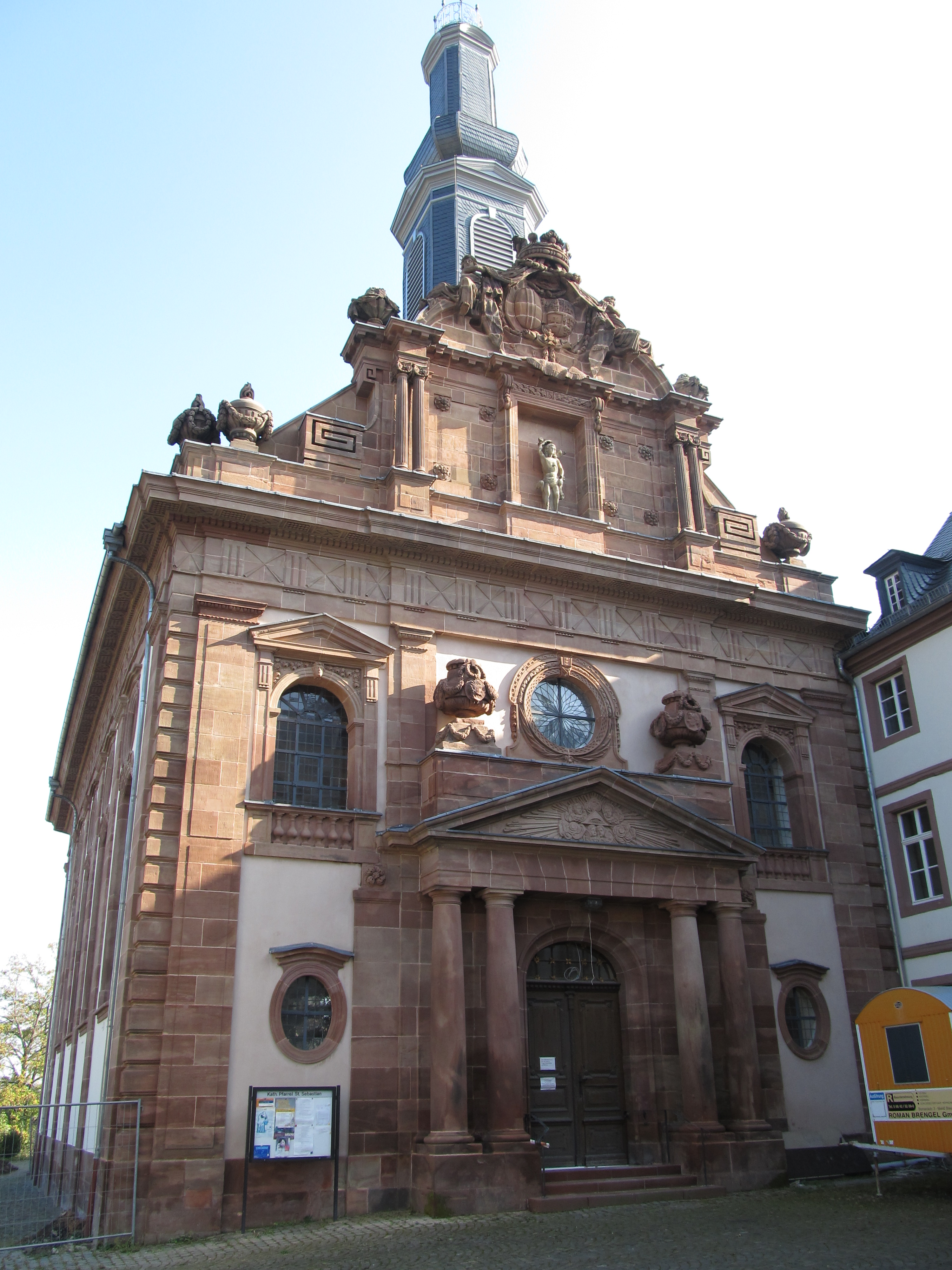
Schlosskirche in Blieskastel

1804 starb sie in Frankfurt am Main „an einer Gichtkrankheit und hinzugetretenem Stickfluß“ und wurde zunächst in der Gruft der Kirche St. Cäcilia in Heusenstamm beigesetzt. Am 28. August 1981 wurden ihre sterblichen Überreste in die Schlosskirche von Blieskastel übergeführt.

## Rezeption
Aufgrund des von ihr geschriebenen Berichts über ihre Flucht vor den Franzosen und der im 19. Jahrhundert eher gegen Frankreich gerichteten Grundeinstellung in Deutschland hinterließ sie ein von Romantik sehr verklärtes Bild. Aus heutiger Sicht war sie sicher eine wohlgesinnte und bemühte Herrscherin, hat aber, wie viele ihrer Standesgenossen, den Umbruch weg vom aufgeklärten Absolutismus hin zu einem politischen System mit mehr Partizipation und dem bürgerlichen Zeitalter nicht wahrgenommen, wie etwa ihr Verhalten im St. Ingberter Waldstreit zeigt.

### Eigene Werke
- Marianne von der Leyen: Journal meiner Unglücksfälle … : Eine eigenhändige Aufzeichnung ihrer Flucht vor den französischen Revolutionären im Mai 1793. Edition Europa, Walsheim 2001, ISBN 978-3-931773-30-4

### Sekundärliteratur
nach Autoren / Herausgebern alphabetisch geordnet 
- Friedrich Battenberg: Dalberger Urkunden. Regesten zu den Urkunden der Kämmerer von Worms gen. von Dalberg und der Freiherren von Dalberg 1165–1843 Band 14/3: Corrigenda, Indices und Stammtafeln (v. Dalberg und Ulner von Dieburg) = Repertorien des Hessischen Staatsarchivs Darmstadt 14/3. Darmstadt 1987. ISBN 3-88443-238-9
- Winfried Dotzauer: Gräfin Marianne von der Leyen. In: Saarländische Lebensbilder. Bd. 3. Saarbrücken 1986. S. 67–86.
- Winfried Dotzauer: Marianne (Maria Anna) Gräfin von der Leyen, geborene Freiin von Dalberg. In: Neue Deutsche Biographie (NDB). Band 16, Duncker & Humblot, Berlin 1990, ISBN 3-428-00197-4, S. 209 f. (Digitalisat).
- Ludwig Eid: Marianne von der Leyen, geb. von Dalberg, die große Reichsgräfin des Westrichs. Gedenkblätter. Ruppert, Zweibrücken 1896 (Digitalisat).
- Kurt Legrum: Einführung. Reichsgräfin Marianne von der Leyen. In: Marianne von der Leyen: Journal meiner Unglücksfälle … : Eine eigenhändige Aufzeichnung ihrer Flucht vor den französischen Revolutionären im Mai 1793. Edition Europa, Walsheim 2001. ISBN 978-3-931773-30-4
- Saarpfalz-Kreis (Hrsg.): Marianne von der Leyen zum 200. Todestag, Sonderheft der Saarpfalz. Blätter für Geschichte und Volkskunde. Saarpfalz-Kreis, Homburg 2007.